# Xã Third Creek, Quận Gasconade, Missouri
Xã Third Creek (tiếng Anh: Third Creek Township) là một xã thuộc quận Gasconade, tiểu bang Missouri, Hoa Kỳ. Năm 2010, dân số của xã này là 666 người.